# Lepanthes ophelma
Lepanthes ophelma là một loài lan đặc hữu của Colombia.